# 阿拉圖納 (喬治亞州)
阿拉圖納（英語：Allatoona）是位於美國喬治亞州巴托縣的一個非建制地區。該地的面積和人口皆未知。

## 地理
阿拉圖納的座標為34°06′29″N 84°42′41″W / 34.10806°N 84.71139°W，而該地的平均海拔高度為269米（即883英尺）。